# Knud Olsen
Knud Jørgen Olsen (2 de octubre de 1906-13 de junio de 1994) fue un deportista danés que compitió en remo. Ganó dos medallas en el Campeonato Europeo de Remo, bronce en 1930 y plata en 1934.

## Palmarés internacional
| Campeonato Europeo | Campeonato Europeo | Campeonato Europeo | Campeonato Europeo |
| Año                | Lugar              | Medalla            | Prueba             |
| ------------------ | ------------------ | ------------------ | ------------------ |
| 1930               | Lieja (Bélgica)    | Medalla de bronce  | Ocho con timonel   |
| 1934               | Lucerna (Suiza)    | Medalla de plata   | Ocho con timonel   |